# Жеованні
Жеованні Дейберсон Маурісіо Гомес (порт. Geovanni Deiberson Maurício, нар. 11 січня 1980, Акаяка) — бразильський футболіст, що грав на позиції півзахисника.
Виступав, зокрема, за клуби «Крузейру», з яким став володарем Кубка Лібертадорес і Кубка Бразилії та переможцем Рекопи Південної Америки, та «Бенфіка», з якою став чемпіоном Португалії, а також володарем Кубка і Суперкубка Португалії. Крім того у складі збірної Бразилії був учасником Олімпійських ігор 2000 року та Кубка Америки 2001 року.

## Клубна кар'єра
Вихованець «Крузейру». 30 березня 1997 року дебютував за першу команду у матчі проти «Маморе» (3:1) у Лізі Мінейро. За підсумками того сезону виграв чемпіонат штату, а також Кубок Лібертадорес. Наступного року знову виграв чемпіонат штату, але основним гравцем не був, тому другу половину 1998 року провів на правах оренди за команду «Америка Мінейру». Він повернувся до рідної команди в 1999 році і допоміг їй виграти Кубок чемпіонів Мінас-Жерайс, але залишався лише на заміні. Того ж року здобув Рекопу Південної Америки, забивши по голу в обох фінальних матчах проти аргентинського «Рівер Плейта» (2:0, 3:0). У 2000 році він став основним гравцем та був ключовим гравцем у виграному Кубку Бразилії, забивши переможний гол на останній хвилині матчу-відповіді з «Сан-Паулу» (2:1). Згодом 2001 року став з командою володарем Кубка Сул-Мінас, знову забивши гол у фінальному матчі з «Куритибою» (3:0).
Влітку 2001 року за 18 млн доларів перейшов у іспанську «Барселону». Він дебютував у Прімері 26 серпня у виїзній грі проти «Севільї» (2:1), а наступного місяця у матчі проти «Тенеріфе» (2:0) забив свій перший і єдиний гол за каталонців у чемпіонаті. У складі «блаугранас» він зазвичай виходив на заміну і провів протягом сезону 21 матч чемпіонату. Наступного року з приходом Карлеса Решака на посаду головного тренера бразилець повністю втратив місце в основі, зігравши лише 5 ігор чемпіонату до кінця року.
В результаті у січні 2003 року Жеованні перейшов на правах оренди у португальську «Бенфіку». Там він став провідним гравцем і до кінця сезону забив 3 голи в Суперлізі, а лісабонський клуб став віцечемпіоном Португалії. Після цього бразилець підписав повноцінний контракт з португальцями на 4 роки. У 2004 році він знову посів з командою друге місце в чемпіонаті, а також виграв Кубок, вперше за останні 7 років. У сезоні 2004/05 років Жеованні продовжував грати вирішальну роль, допомігши «Бенфіці» через 10 років стати чемпіоном країни. Завдяки голам у класичних матчах проти «Порту» та «Спортинга» він став ключовим гравцем у чемпіонаті, зігравши 31 із 34 матчів чемпіонату. Останнім трофеєм для бразильця у «Бенфіці» став Суперкубок Португалії 2005 року.
Після дуже успішного періоду в «Бенфіці» він розірвав контракт у 2006 році через сімейні обставини, щоб повернутися до Бразилії у «Крузейру», підписавши річний контракт. Коли він прибув до Бразилії, понад 1000 уболівальників чекали на нового гравця. З командою виграв чемпіонат штату Мінас-Жерайс з «Крузейро». Вирішивши сімейні проблеми, через рік повернувся до Європи.

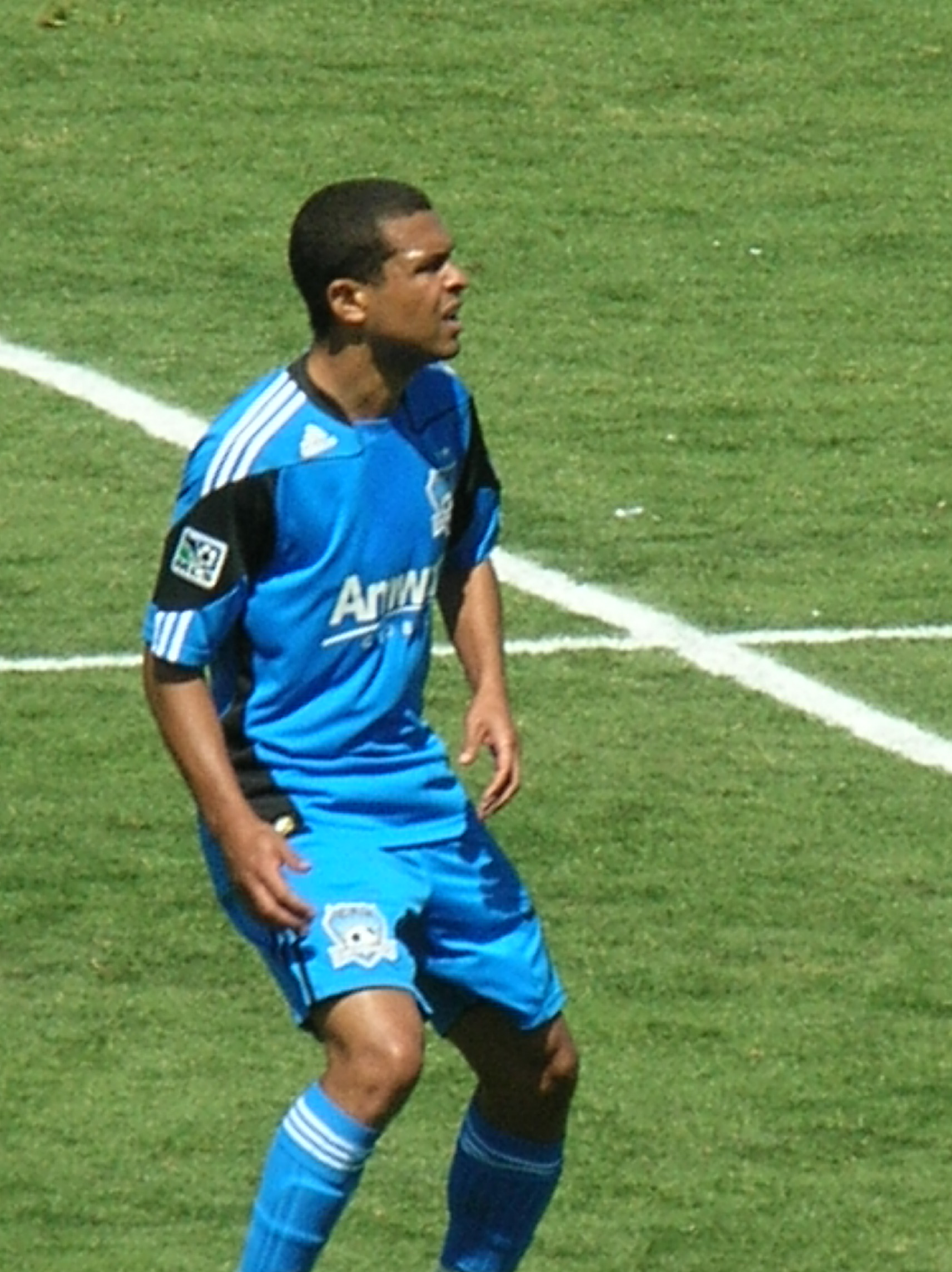
Жеованні під час виступів за «Сан-Хосе Ерзквейкс». 2010 рік.

У липні 2007 року, після невдалого перегляду у «Портсмуті» відмовив, 17 липня 2007 року підписав рідчну угоду із «Манчестер Сіті». 11 серпня Жеованні забив у своєму дебютному матчі за «Сіті» в грі проти «Вест Гем Юнайтед» (2:0), а наступного тижня він вийшов у стартовому складі та забив єдиний гол у манкуніанському дербі проти «Манчестер Юнайтед» (1:0). Жеованні також забив у ворота «Віган Атлетик» 1 грудня 2007 року, загалом забивши за сезон 3 голи у 19 іграх Прем'єр-ліги. 3 липня 2008 року бразилець покинув «Манчестер Сіті» по завершенні терміну контракту.
4 липня 2008 року Жеованні підписав контракт з новачком Прем'єр-ліги «Галл Сіті». Він дебютував у цій команді 16 серпня в матчі проти «Фулгема» (2:1), забивши гол. Таким чином, він увійшов в історію «тигрів», забивши перший гол в історії виступів клубу у Прем'єр-лізі. Загалом у своєму дебютному сезоні Жеованні став найкращим бомбардиром «Галл Сіті» в чемпіонаті з вісьмома голами і безпосередньо відповідав за кілька важливих результатів у боротьбі за виживання. Зокрема його голи допомогли здобути перемоги над «Арсеналом» (2:1) і «Тоттенгемом» (1:0), а також нічию зі своїм колишнім клубом «Манчестер Сіті» (2:2). Завдяки цим досягненням він став кумиром серед уболівальників «Галла» і у вересні 2009 року він продовжив контракт до 2011 року. Втім наступного сезону він забив 3 голи, але клуб не зміг уникнути вильоту, після чого залишив клуб через високу зарплату.
16 серпня 2010 року Жеованні перейшов у «Сан-Хосе Ерзквейкс» з МЛС, ставши першим призначеним гравцем клубу. 5 вересня 2010 року бразилець дебютував за нову команду і відзначився голом та результативною передачею у виїзній грі проти «Х'юстон Динамо» (2:1). Загалом зіграв за команду 12 ігор і забив 1 гол, і наприкінці сезону 2010 року клуб не скористався можливістю продовження контракту з гравцем.
30 січня 2011 року Жеованні підписав 2-річний контракт з «Віторією» (Салвадор), яка на той момент виступала в бразильській Серії B. В команді провів півтора роки і 28 серпня 2019 року розірвав контракт, після чого до кінця року грав за іншу команду другого дивізіону «Америка Мінейру».
Завершив ігрову кар'єру у команді «Брагантіно», за яку виступав у Серії Б протягом сезону 2013 року.

## Виступи за збірні
1997 року у складі юнацької збірної Бразилії до 17 років став переможцем юнацького Кубка Америки у Парагваї, де з 4 голами став найкращим бомбардиром турніру, та юнацького чемпіонату світу в Єгипті, де забив 3 голи у 6 іграх.
2000 року залучався до складу молодіжної збірної Бразилії, з якою дійшов до чвертьфіналу молодіжного чемпіонату світу 1999 року, зігравши 3 гри, а наступного року у складі олімпійської збірної брав участь у футбольному турнірі на Олімпіаді у Сіднеї, де теж бразильці вилетіли у чвертьфіналі.
2001 року був включений до заявки на Кубок Америки, де зіграв свій єдиний матч у складі національної збірної Бразилії в грі групового етапу проти Мексики (0:1).

## Статистика виступів

### Статистика виступів за збірну
| Дата      | Місто        | Господарі | Результат | Гості    | Турнір                       | Голи | Примітки |
| --------- | ------------ | --------- | --------- | -------- | ---------------------------- | ---- | -------- |
| 12-7-2001 | Калі (місто) | Мексика   | 1 – 0     | Бразилія | Копа Америка 2001 - 1-й етап | -    |          |
| Усього    |              | Матчів    | 1         |          | Голів                        | 0    |          |

## Титули і досягнення

### «Крузейру»
- Чемпіон штату Мінас-Жерайс (2): 1997, 1998
- Володар Кубка Лібертадорес (1): 1997
- Переможець Рекопи Південної Америки (1): 1998
- Володар Кубка чемпіонів Мінас-Жерайс (1): 1999
- Володар Кубка Бразилії (1): 2000
- Володар Кубка Сул-Мінас (1): 2001

### «Бенфіка»
- Чемпіон Португалії (1): 2004/05
- Володар Кубка Португалії (1): 2003/04
- Володар Суперкубка Португалії (1): 2005

### Особисті
- Найкращий бомбардир Кубка Португалії: 2004/05 (4 голи)